# Bohr-magneton
| Målesystem      | værdi                 | enhed   |
| --------------- | --------------------- | ------- |
| SI              | 9.274009994(57)×10−24 | J·T−1   |
| CGS             | 9.274009994(57)×10−21 | erg·G−1 |
| eV              | 5.7883818012(26)×10−5 | eV·T−1  |
| Atomare enheder | 1/2                   | eħ/me   |

I atomfysik er Bohr magneton (symbol μB) er fysisk konstant og den naturlige enhed til at udtrykke den magnetiske moment for en elektron forårsaget af enten orbital- eller spinmoment.
Bohr magneton er defineret som SI-enheder ved
{\displaystyle \mu _{\mathrm {B} }={\frac {e\hbar }{2m_{\mathrm {e} }}}}
og i gaussisk CGS ved:
{\displaystyle \mu _{\mathrm {B} }={\frac {e\hbar }{2m_{\mathrm {e} }c}}}
hvor
e er elementarladningen,
ħ er den reducerede Planck-konstant,
me er elektronens hvilemasse og
c er lysets hastighed.